# Primeira Divisão 1977-78
La Primeira Divisão 1977/78 fue la 44.ª edición de la máxima categoría de fútbol en Portugal. Porto ganó su 6° título. El goleador fue Fernando Gomes del equipo campeón con 25 goles.

## Tabla de posiciones
| Pos | Equipo               | PJ | PG | PE | PP | GF | GC | Pts |                               |
| --- | -------------------- | -- | -- | -- | -- | -- | -- | --- | ----------------------------- |
| 1   | Porto                | 30 | 22 | 7  | 1  | 81 | 21 | 51  | Copa de Campeones de Europa   |
| 2   | Benfica              | 30 | 21 | 9  | 0  | 56 | 11 | 51  | Copa UEFA                     |
| 3   | Sporting de Portugal | 30 | 19 | 4  | 7  | 63 | 30 | 42  | Recopa de Europa              |
| 4   | Braga                | 30 | 16 | 6  | 8  | 42 | 27 | 38  | Copa UEFA                     |
| 5   | Belenenses           | 30 | 14 | 8  | 8  | 25 | 21 | 36  |                               |
| 6   | Vitória Guimarães    | 30 | 12 | 7  | 11 | 33 | 28 | 31  |                               |
| 7   | Boavista             | 30 | 10 | 8  | 12 | 36 | 38 | 28  |                               |
| 8   | Académica de Coimbra | 30 | 11 | 4  | 15 | 41 | 49 | 26  |                               |
| 9   | Vitória Setúbal      | 30 | 8  | 10 | 12 | 29 | 40 | 26  |                               |
| 10  | Varzim               | 30 | 9  | 7  | 14 | 26 | 38 | 25  |                               |
| 11  | Estoril-Praia        | 30 | 8  | 9  | 13 | 25 | 36 | 25  |                               |
| 12  | Marítimo             | 30 | 8  | 7  | 15 | 22 | 45 | 23  |                               |
| 13  | Portimonense         | 30 | 8  | 7  | 15 | 29 | 39 | 23  | Descenso a la Segunda Divisão |
| 14  | Espinho              | 30 | 8  | 6  | 16 | 30 | 52 | 22  | Descenso a la Segunda Divisão |
| 15  | Riopele              | 30 | 6  | 9  | 15 | 23 | 51 | 21  | Descenso a la Segunda Divisão |
| 16  | Feirense             | 30 | 5  | 2  | 23 | 24 | 59 | 12  | Descenso a la Segunda Divisão |

|                            |
| Campeón FC Porto 6° título |